# Dzierżanowskita
La dzierżanowskita és un mineral de la classe dels sulfurs. Rep el nom en honor de Piotr Dzierżanowski (mort el 2016), cap del laboratori de microproves del Laboratori de Química de les Aigües, Sòls i Roques de l'Institut de Geoquímica, Mineralogia i Petrologia de la Facultat de Geologia de la Universitat de Varsòvia.

## Característiques
La dzierżanowskita és un sulfur de fórmula química CaCu₂S₂. Va ser aprovada com a espècie vàlida per l'Associació Mineralògica Internacional l'any 2014. Cristal·litza en el sistema trigonal.
El mineral, que és un tiocuprat natural, és el resultat d'una alteració de les roques pirometamòrfiques en altes temperatures, per la seva interacció amb els subproductes de pirometamorfisme procedents de les parts més profundes del complex.

## Formació i jaciments
Va ser descoberta a Nabi Musa, a la formació Hatrurim, situada a Cisjordània (Palestina). Es tracta de l'únic indret de tot el planeta on ha estat descrita aquesta espècie mineral.